# Square du Petit-Bois
Pour les articles homonymes, voir Petit-Bois.
Le square du Petit-Bois est un espace vert du 19e arrondissement de Paris.

## Situation et accès
Le site est accessible par le 73, allée Darius-Milhaud.
Il est desservi par la ligne 5 à la station Porte de Pantin et par la ligne 3b du tramway d'Île-de-France à la station Porte de Pantin-Parc de la Villette

## Historique
Ce petit square de forme triangulaire et d'une superficie de 2 000 m2 a été créé sur l'ancienne ZAC Manin-Jaurès à l'emplacement de la ligne de Petite Ceinture. Les immeubles très hauts qui le bordent et son sol en gypse ont obligé les paysagistes à utiliser des plantes et arbres d'ombre, adaptés à une faible épaisseur de sol.